# Rhinogecko misonnei
Rhinogecko misonnei là một loài thằn lằn trong họ Gekkonidae. Loài này được De Witte mô tả khoa học đầu tiên năm 1973.